# گاوماهی شفاف
 گاوماهی شفاف(نام علمی: Benthophilus ctenolepidus) نام یک گونه از تیره گاوماهیان است.